# Governatorato di Tobol'sk
Il governatorato di Tobol'sk (in russo Тобольская губерния?) è stato una gubernija dell'Impero russo, che occupava un vasto territorio compreso fra gli Urali e la Siberia. Istituita nel 1796, esistette fino al 1919, il capoluogo era Tobol'sk.